# 檬果環紋盾介殼蟲
檬果環紋盾介殼蟲（学名：Semelaspidus mangiferae）为盾介殼蟲科環紋盾介殼蟲屬下的一个种。